# Ruine Schenkenschloss
Die Ruine Schenkenschloss (auch Schenkenturm, ursprünglich Burg Roßberg) ist die Ruine einer Höhenburg nahe der kreisfreien Stadt Würzburg im bayerischen Bezirk Unterfranken.

## Geographische Lage
Die Burgruine liegt hoch über dem Dürrbachtal nordwestlich des Würzburger Stadtteils Unterdürrbach auf dem Kleinen Roßberg  auf 297 m ü. NHN auf der rechten Seite des Mains. Unweit nördlich liegt der Flugplatz Würzburg-Schenkenturm.

## Geschichte

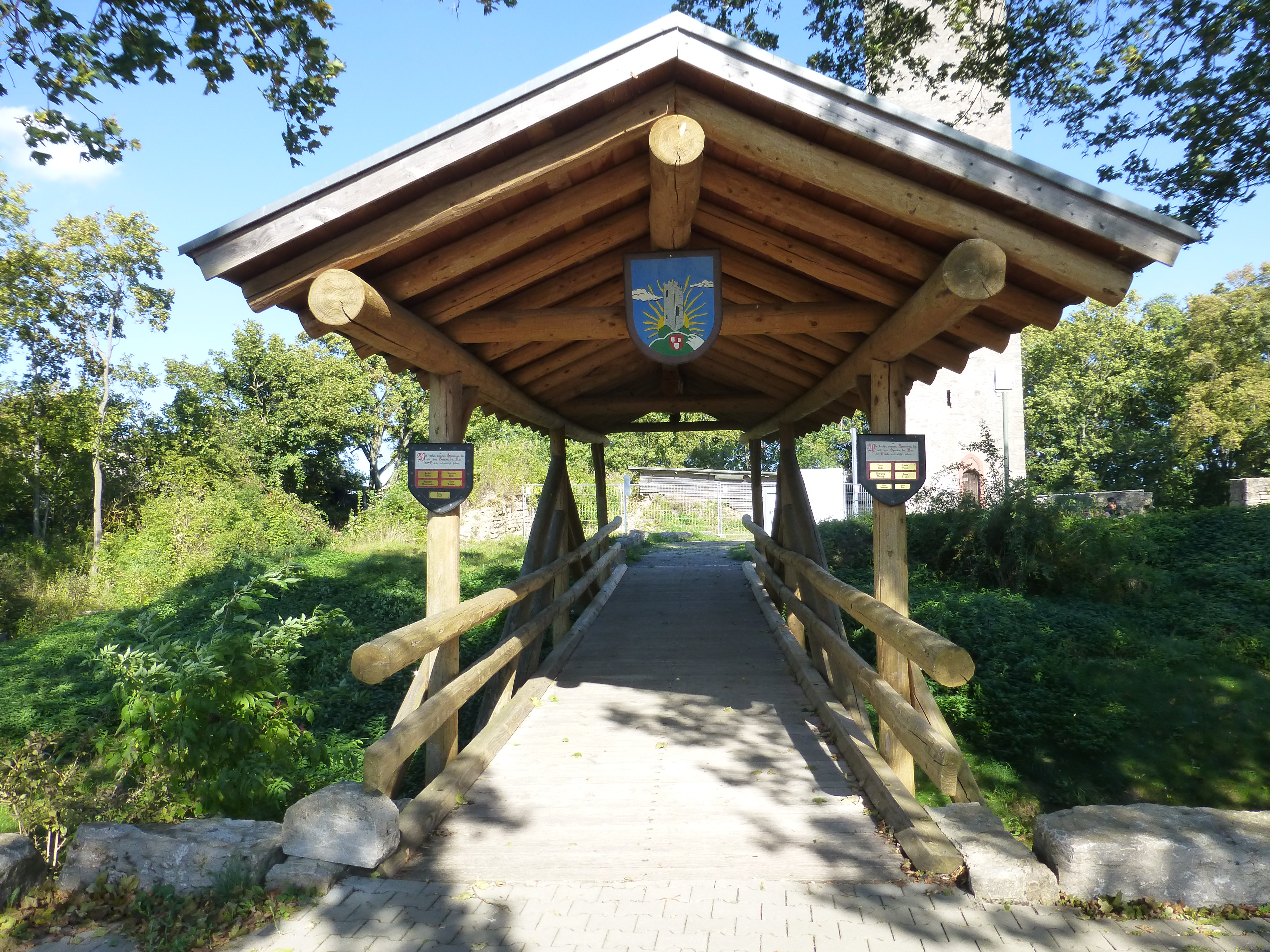
Zugang zum Schenkenturm. Reste der Burgmauer am Bildrand sichtbar.

Burg Schenkenschloss hieß bis etwa 1600 Burg Roßberg. Die Schenken von Rossenberg bzw. Schenken von Roßberg wurden um 1270 erstmals urkundlich erwähnt; aus dieser Zeit stammt der Bergfried. Das Geschlecht stand als Mundschenken im Dienst des Bistums Würzburg. 1293 kam es zur ersten urkundlichen Erwähnung der Burg und der damit verbundenen Burgkapelle. 1445 brannte die Burg nieder. 1448 folgte im Zuge eines Wiederaufbaus der erweiterte Ausbau. Im 14. und 15. Jahrhundert errichtete man den Zwinger.
Die Bürger des Würzburger Pleicherviertels plünderten und verbrannten in der Revolution des gemeinen Mannes 1525 die Burg. Burgherr Georg Schenk wandte sich nach der Niederschlagung des Aufstands zweimal an sie und forderte erfolglos Sühne und Schadensersatz. Am 7. August beschwerte er sich beim Bürgermeister und beim Würzburger Stadtrat und drohte mit Fehde und Klage vor den Fürsten. Erst Bischof Konrad II. von Thüngen entschädigte ihn mit 1225 Gulden, von denen er aber nur 1024 ¼ erhielt. Die Summe reichte zum Wiederaufbau nicht aus, die ausgebrannte Burg blieb Ruine. Die Herrschaft fiel 1537 an das Hochstift Würzburg zurück. Die Anlage wurde erst um das Jahr 1600 wieder im bescheidenen Maße aufgebaut und war fortan unter dem Namen Schenkenschloss bekannt.
1879 bis 1881 nahm sich der neu gegründete Schenkenschloßverein der Ruine an und setzte den Bergfried instand. 1959 und 1997 wurde der Turm erneut saniert, so dass er weiterhin als Aussichtsturm begehbar ist. Die Burg ist heute im Eigentum der Bundesanstalt für Immobilienaufgaben.

## Baubeschreibung

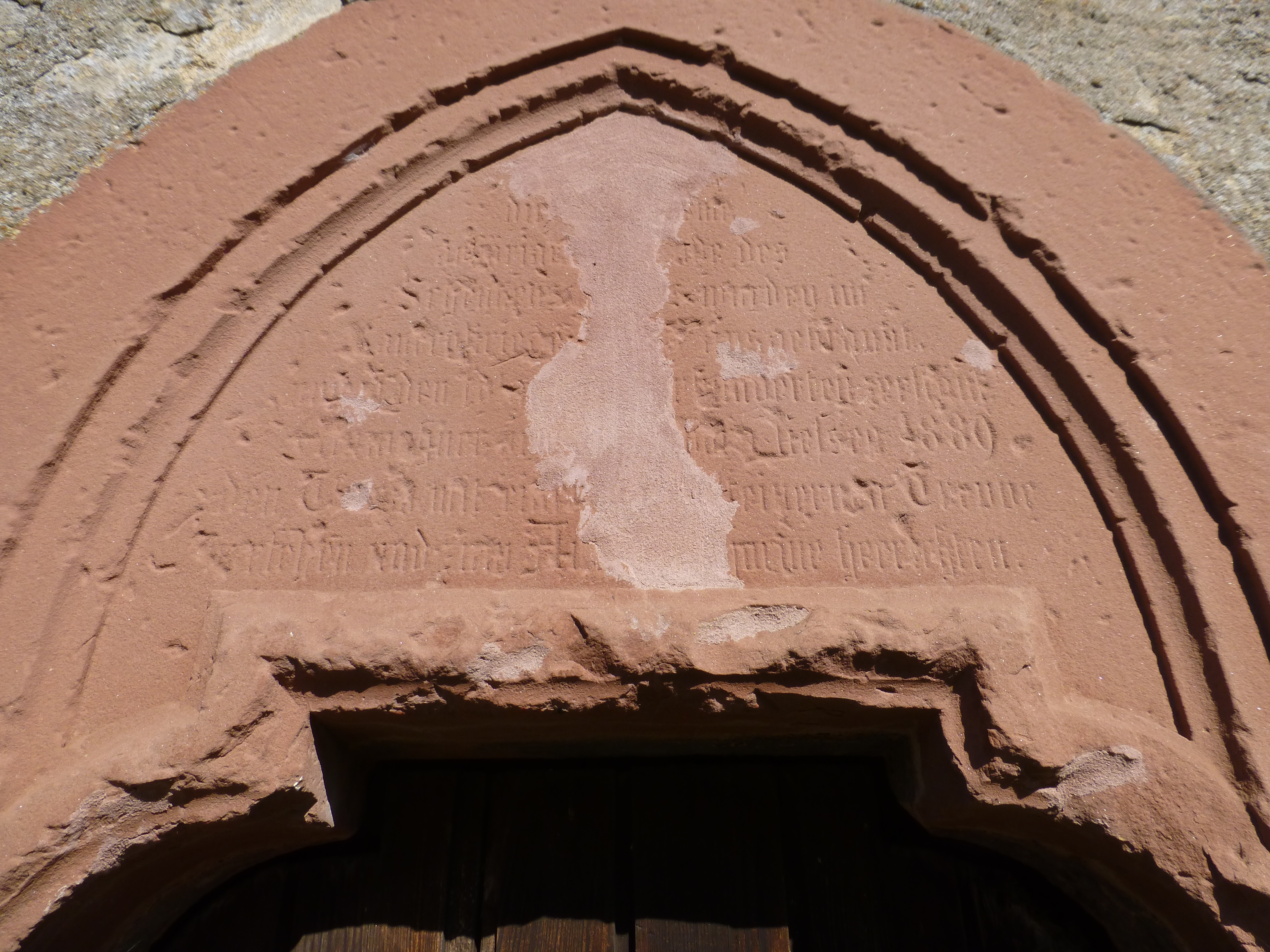
Die Inschrift über dem Turmeingang

Ruine Schenkenschloss (Schenkenturm) ist ein geschütztes Baudenkmal mit der Aktennummer D-6-63-000-18; die Baubeschreibung des Bayerischen Landesamts für Denkmalpflege lautet:
Burgruine, als Aussichtsturm wiederaufgebauter hoher viereckiger Turm mit Zinnenkranz und umgebende Mauerreste, Kalkstein und Sandstein, um 1275, Wiederaufbau bezeichnet 1889.
Der Eingang zum Turm ist als gotischer Spitzbogen ausgebildet und hat im Giebel eine Inschrift. Die Gewände sind aus rotem Spessartsandstein.